# Paprika Steen
Paprika Kirstine Steen, actriz danesa nacida en Copenhague el 3 de noviembre de 1964.

## Trayectoria
Sus papeles en Los idiotas (1998) de Lars von Trier o La Celebración (1998) de Thomas Vinterberg le han dado fama internacional.
En el año 2004 estrenó como directora con la película Lad de små børn... (Dejales a los niños) que ganó premios en varios festivales de cine.
En 2011 coprotagonizó Superclásico, una película danesa/argentina.

## Premios y distinciones
| Año  | Categoría                       | Película | Resultado |
| ---- | ------------------------------- | -------- | --------- |
| 2010 | Premio Robert a la mejor actriz | Aplausos | Ganador   |

| Año  | Categoría                         | Película           | Resultado |
| ---- | --------------------------------- | ------------------ | --------- |
| 2014 | Concha de Plata a la mejor actriz | Corazón silencioso | Ganador   |